# Carozo y Narizota
Carozo y Narizota son dos títeres creados por José Luis Telecher. Carozo es  un perro de color azul claro y Narizota era la representación de una garrapata, creado en el laboratorio de un científico (el Profesor Gabinete), pero después adoptó el papel de un niño en edad escolar. Protagonistas principales de famosos programas de la televisión infantil argentina, alcanzaron su pico de popularidad durante la década de 1980.

## Historia
Narizota fue el primero en crearse, y su primera aparición se produjo en un programa infantil llamado El verano de los chicos, que se emitía de lunes a viernes a las 11 por Canal 13, donde los conductores eran las Trillizas de Oro y Pipo Pescador. Luego, los productores sumaron un nuevo muñeco, el perro azul y mofletudo Carozo (originalmente llamado Felipe). Cuando las trillizas dejan el programa para ir de gira por España con Julio Iglesias el programa pasa a llamarse Festival infantil.
José Luis Telecher cuenta de Narizota: "Junto a mis hermanos estaba haciendo con Julieta Magaña unos muñecos tipo el Topo Gigio con teatro cámara negra. Mi hermana en esa época tenía una compañera de secundaria que trabajaba en una fábrica de camperas de corderito; entonces, en lugar de tirar los retazos que sobraban, me los daba para hacer los muñecos. Ahí nace Narizota".
Carozo y Narizota participaron por primera vez con continuidad televisiva, en enero de 1978, en La tarde de los chicos, por Canal 13, programa conducido por el Profesor Gabinete (interpretado por Jorge Paccini) y Elvira Romei, y que contaba con la presencia del robot Tuerquita.
Su primer programa propio fue El show de Carozo y Narizota, en 1980, donde también compartían cartel con el Profesor Gabinete, emitido de lunes a viernes a las 17. En 1983 pasa a llamarse La granja de Carozo y Narizota, en horario matutino.
Luego condujeron algunos segmentos, como por ejemplo "Carozo, Narizota y sus amigos", hasta 1989 en Canal 9 dentro 
de La mañana del 9. 
Entre 1989 y 1993 estuvieron en Estados Unidos participando de distintos programas en Telemundo y Univisión.
Entre 1995 y 2011 presentaron distintos segmentos en Crónica TV. 
En 1999, Carozo apareció solo en una de las publicidades de la campaña “La llama que llama” de Telecom.
En 2002 participaron de El sueño del pibe donde los ganadores de un concurso -quienes eran chicos en la década de 1980- eran invitados a tomar la leche con ellos por el canal Uniseries. 
Narizota también participó, pero sin Carozo, en el programa  de Dante Gebel, DNT, junto a Walter Etcheberry por el canal Magazine.
El 10 de abril de 2011 la dupla infantil inició un nuevo ciclo en Canal 9 titulado Carozo, Narizota y sus amigos.
Los muñecos han sido siempre los mismos desde el comienzo, aunque se los ha ido mejorando: por ejemplo, a Carozo se le incluyó un pestañeo.